# كريستيان مونيوث
كريستيان مونيوث (بالإسبانية: Cristian Muñoz) هو منافس ألعاب قوى تشيلي، ولد في 15 فبراير 1981 في Saavedra, Chile ‏ في تشيلي.

## وصلات خارجية
- كريستيان مونيوث على موقع الاتحاد الدولي لألعاب القوى (الإنجليزية)